# Hi (Klinge)

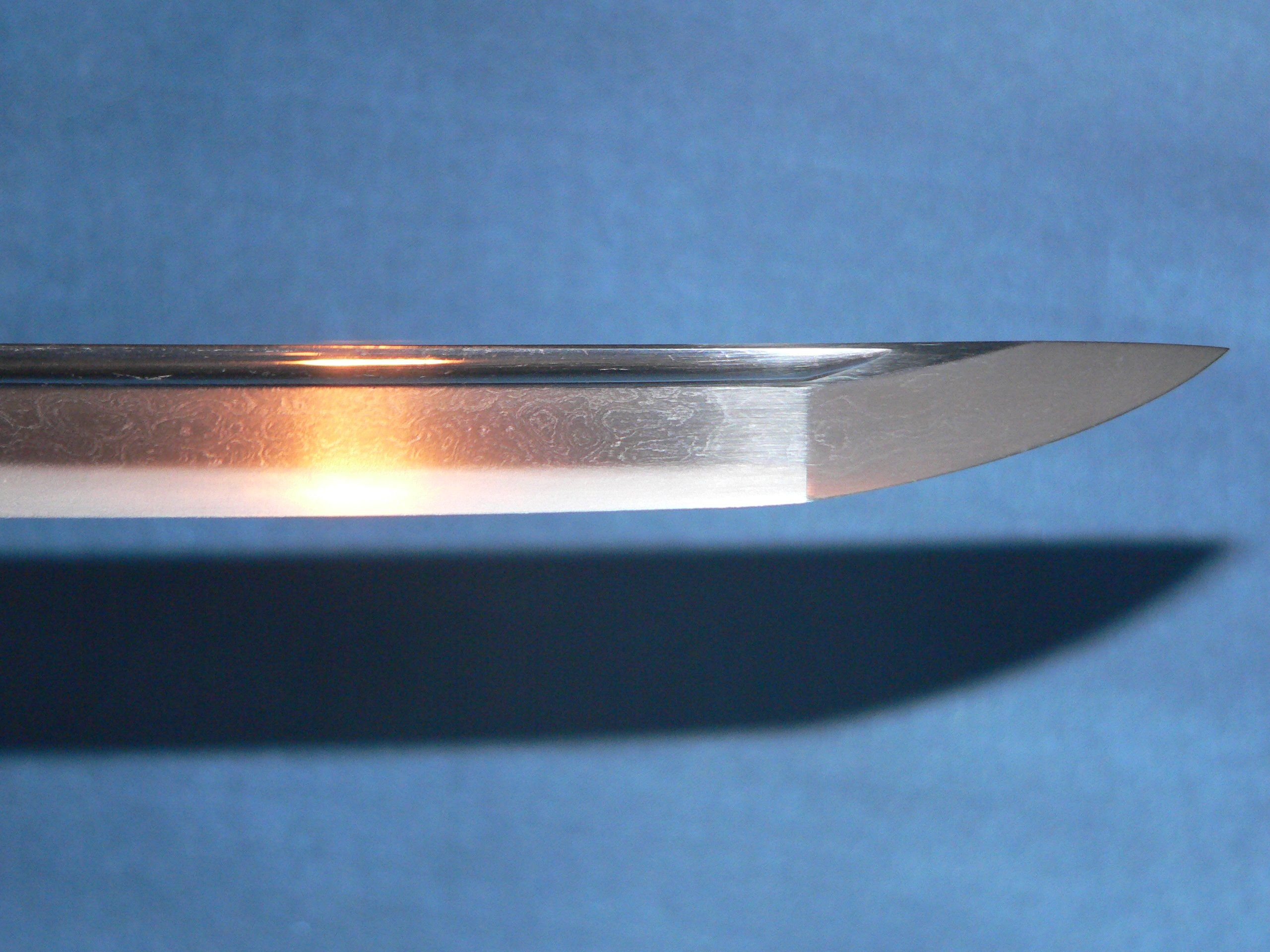
Klinge eines Tachi mit gut sichtbarer Hi

Die Hi (jap. 樋) ist die Hohlkehle auf japanischen Klingen. In Kombination mit anderen Schriftzeichen kann eine Lautänderung nach Bi stattfinden.

## Beschreibung

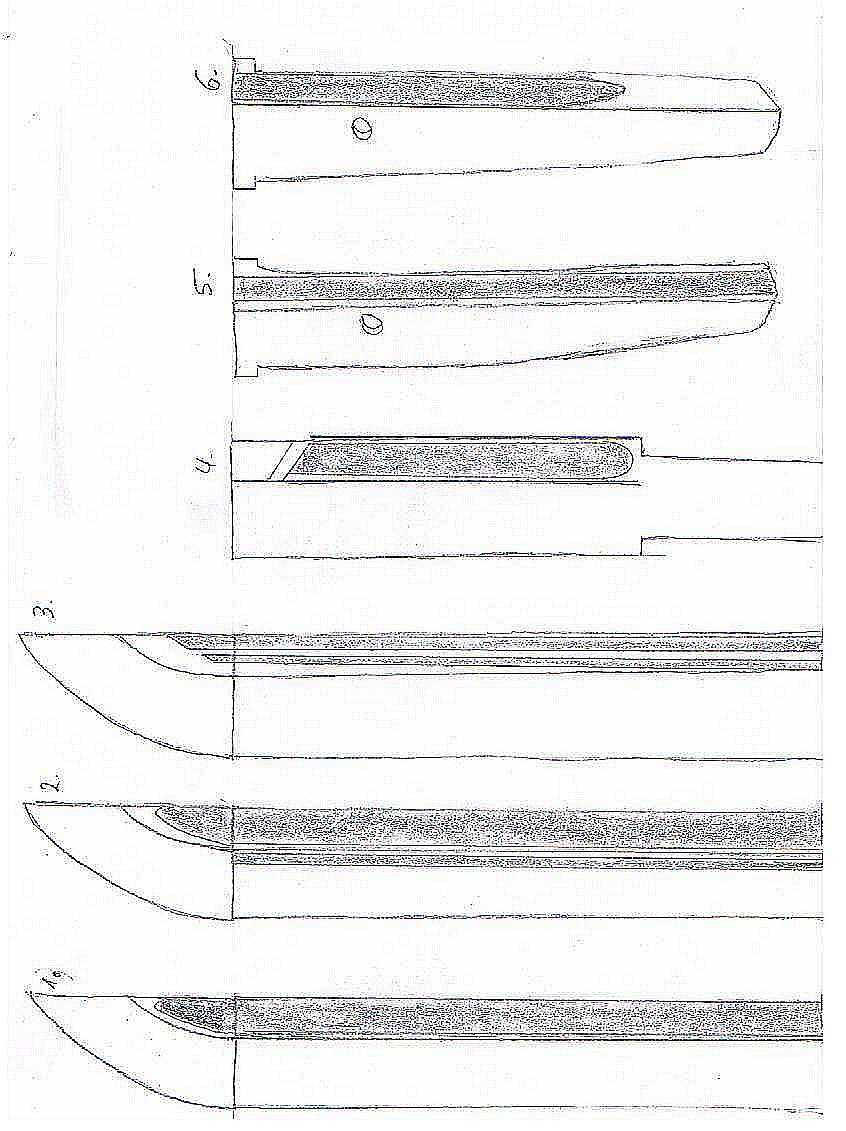
Typen der Hi

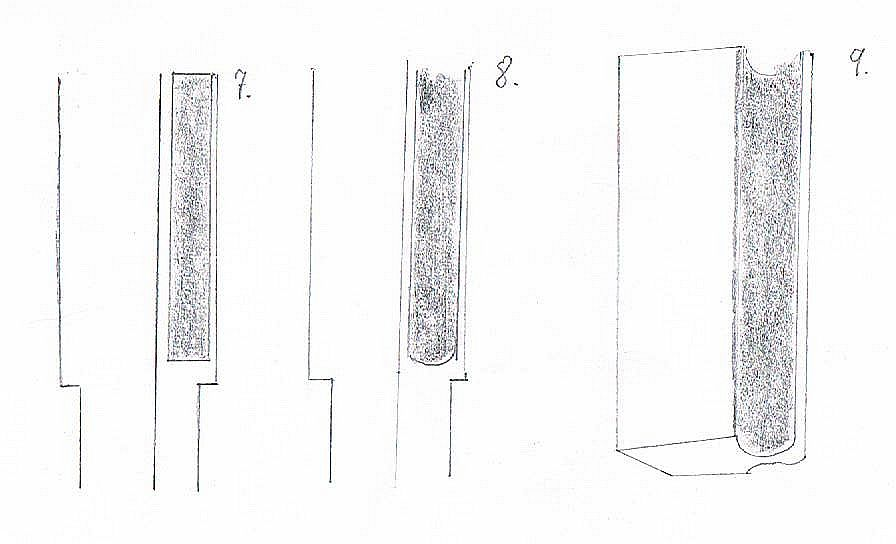
Typen der Hi

Die Hi wird auf den Klingen eingraviert oder auch eingeschmiedet. Sie sind zurückzuverfolgen bis zu den ältesten Schwertklingen. Die Hi dient dazu, das Gewicht der Klinge herabzusetzen, ohne deren Festigkeit zu mindern und die Schnitteigenschaften zu verbessern. Ein weiterer Grund ist, die Balance der Klinge zu verbessern oder nach einer Kürzung wiederherzustellen. In diesem Fall wird die Hi als Ato-Bi (後樋, „spätere Hi“) bezeichnet. Es gibt neun unterschiedliche Formen der Hi die folgendermaßen benamt sind:
1. Bō-hi (棒樋, „Strich-Hi“). Eine lange, gerade und breite Kehle. Wenn sie auf einem Tantō angebracht ist, nennt man sie Katana-hi.
2. Bō-hi mit Soe-bi (添樋, „hinzugefügte Hi“): Eine breite Kehle mit einer zweiten, schmaleren Kehle.
3. Futasuji-bi (二筋樋): Zwei parallel verlaufende Kehlen.
4. Naginata-hi (薙刀樋): Eine kleine Bō-hi, mit einem vorderen Ende, das umgekehrt gearbeitet ist wie die Katana-hi. Der Anfang beginnt rund und hat oft zusätzlich eine Soe-hi. Diese Version der Hi sieht man oft auf Klingen von Naginata oder auf Wakizashi und auf Tantō, die nach dem Kanmuri-otoshi-zukuri-Stil geschmiedet sind.
5. Kaki-tōshi (hi) (掻き通し(樋), „ganz durchgehende Hi“): Die Kehle läuft über die gesamte Länge der Klinge und endet auf der Nakago.
6. Kaki-nagashi (hi) (掻き流し(樋), „verbreiternde Hi“): Der Beginn der Kehle ist rund. Sie endet etwa auf der halben Klinge.
7. Kaku-dome (角留, „quadratischer Stop“): Dieser Typ endet etwa 3 cm vor der Machi (Beginn der Nakago).
8. Maru-dome (丸留, „runder Stop“): Dieser Typ endet ebenfalls etwa 3 cm vor der Machi, hat aber ein abgerundetes Ende.

Nicht abgebildet ist die:
- Kuichigai-bi (喰違樋): Zwei schmale Kehlen verlaufen über die Hälfte der Klinge. Die obere Kehle (zum Rücken hin) endet, während die untere weiterläuft und um die kürzere herumläuft.

Eine Unterscheidung gibt es noch für die Hi, die in eine Klinge vom Typ Shinogi-zukuri eingearbeitet ist: Wenn an der Kehle eine sehr schmale Shinogi (Gratlinie) vorhanden ist, nennt man sie Chiri (散, „Wall der Kehle“). Wenn eine sehr schmale Shinogi auf der Mune Seite der Kehle vorhanden ist, nennt man diesen Typ Kata-chiri (片散, „ein Wall“) – Abbildung 9. Wenn eine Shinogi auf den beiden Seiten der Hi vorhanden ist, nennt man diese Ryō-chiri („zwei Wälle“;).